# Bishnupur (distrikt)
Bishnupur är ett distrikt i Indien.   Det ligger i delstaten Manipur, i den östra delen av landet, 1 700 km öster om huvudstaden New Delhi. Antalet invånare är 237 399.
Följande samhällen finns i Bishnupur:
- Moirāng
- Kumbi